# Comuna Dolenjske Toplice
Dolenjske Toplice (Občina Dolenjske Toplice) este o comună din Slovenia, cu o populație de 3.298 de locuitori (2002).

## Localități
Bušinec, Cerovec, Dobindol, Dolenje Gradišče, Dolenje Polje, Dolenje Sušice, Dolenjske Toplice, Drenje, Gabrje pri Soteski, Gorenje Gradišče, Gorenje Polje, Gorenje Sušice, Kočevske Poljane, Loška vas, Mali Rigelj, Meniška vas, Nova Gora, Občice, Obrh, Podhosta, Podstenice, Podturn pri Dolenjskih Toplicah, Sela pri Dolenjskih Toplicah, Selišče, Soteska, Stare Žage, Suhor pri Dolenjskih Toplicah, Veliki Rigelj, Verdun pri Uršnih selih